# Ștei
Ștei (anciennement Dr Petru Groza, Vaskohsziklás en hongrois) est une ville roumaine du județ de Bihor, en Transylvanie, dans la région historique de la Crișana et dans la région de développement Nord-Ouest.

## Géographie
La ville de Ștei est située dans le sud-est du județ, sur le cours supérieur du Crișul Negru, entre les Monts Apuseni à l'est et les Monts Codru à l'ouest, à 20 km au sud de Beiuș et à 79 km au sud-est d'Oradea, le chef-lieu du județ.
La municipalité est composée de la seule ville de Ștei.

## Histoire
La première mention écrite du village de Ștei date de 1580. Le village apparaît ensuite sous les noms de Skei, Stejj, Stej.
La commune, qui appartenait au royaume de Hongrie, en a donc suivi l'histoire.
Après le compromis de 1867 entre Autrichiens et Hongrois de l'empire d'Autriche, la principauté de Transylvanie disparaît et, en 1876, le royaume de Hongrie est partagé en comitats. Ștei intègre le comitat de Bihar (Bihar vármegye).
À la fin de la Première Guerre mondiale, l'Empire austro-hongrois disparaît et la commune rejoint la Grande Roumanie au traité de Trianon.
En 1940, à la suite du deuxième arbitrage de Vienne, Ștei fait partie des quelques communes du județ qui restent roumaines. Un nouveau village est fondé en 1952 près du village du même nom, après la découverte et la mise en exploitation de gisements d'uranium à Băița.
En 1956, la nouvelle agglomération obtient le statut de ville et, en 1958, on la baptise Dr Petru Groza, en hommage à l'homme politique, chef de l'État de 1952 à 1958.
Elle reprend son ancien nom après les événements de 1989.

## Politique
| Période                                  | Période  | Identité     | Étiquette | Qualité |
| ---------------------------------------- | -------- | ------------ | --------- | ------- |
| Les données manquantes sont à compléter. |          |              |           |         |
|                                          | 2012     | Ioan Lucaciu | PDL       |         |
| 2012                                     | En cours | Iulian Bălaj | PNL       |         |

| Parti | Parti                                                                            | Sièges |
| ----- | -------------------------------------------------------------------------------- | ------ |
|       | Parti national libéral (PNL)                                                     | 9      |
|       | Parti social-démocrate-Union nationale pour le progrès de la Roumanie (PSD-UNPR) | 4      |
|       | Alliance des libéraux et démocrates (ALDE)                                       | 1      |
|       | Indépendant                                                                      | 1      |

## Religions
En 2002, la composition religieuse de la commune était la suivante :
- Chrétiens orthodoxes, 86,92 % ;
- Pentecôtistes, 5,87 % ;
- Catholiques romains, 2,17 % ;
- baptistes, 1,80 %) ;
- Réformés, 1,42 % ;
- Grecs-Catholiques, 1,30 %.

## Démographie
En 1910, à l'époque austro-hongroise, le village comptait 496 Roumains (98,02 %) et 6 Hongrois (1,19 %).
En 1930, on dénombrait 545 Roumains (93,00 %), 257 Hongrois (4,27 %) et 16 Juifs (2,73 %).
En 1956, après la Seconde Guerre mondiale, 4 830 Roumains (82,23 %) côtoyaient 871 Hongrois (14,83 %), 78 Allemands (1,33 %), 17 Juifs (0,29 %) et 13 Ukrainiens (0,22 %).
En 2002, la commune comptait 8 272 Roumains (95,77 %), 319 Hongrois (3,69 %) et 18 Roms (0,20 %). On comptait à cette date 2 317 logements.
| 1880 | 1890 | 1900 | 1910 | 1920 | 1930 | 1941 | 1956  | 1966  |
| ---- | ---- | ---- | ---- | ---- | ---- | ---- | ----- | ----- |
| 377  | 361  | 417  | 506  | 504  | 586  | 545  | 5 874 | 5 754 |

| 1977  | 1992   | 2002  | 2007  | - | - | - | - | - |
| ----- | ------ | ----- | ----- | - | - | - | - | - |
| 7 794 | 10 415 | 8 637 | 8 594 | - | - | - | - | - |

## Économie
L'économie de la commune repose sur l'extraction minière, l'industrie alimentaire (bière, pâtes, biscuits) et l'industrie textile (confection).

## Communications

### Routes
Ștei est située sur la route nationale DN76 (route européenne 79) Oradea-Deva-Craiova. La route nationale DN75 rejoint Turda par le col de Vârtop, dans les Monts Apuseni.

### Voies ferrées
La ville est desservie par la ligne Ciumeghiu-Vașcău des Chemins de fer roumains.

## Lieux et monuments
- Lac Ștei (3 ha).

## Jumelages
- Hajdúdorog (Hongrie) depuis 1992